# 고체역학
고체역학(固體力學, solid mechanics)은 유체역학과 달리 고체에 작용하는 응력과 그에 따른 변형에 관여하는 물리적 현상을 연구한다. 대표적으로 보의 각 단면에 작용하는 힘과 모멘트, 응력의 분포를 해석한후 그에 따른 보의 변형을 물리적,수학적으로 계산하는 연구를 한다. 구조물 설계에 있어서 중요한 힘의 분배에 따른 균열예측등도 고체역학에서 다루는 중요한 항목이다.

## 연속체 역학과의 관계
| 연속체 역학 연속 물질에 대한 물리학 연구 | 고체역학 고정된 형상을 가진 연속체인 고체에 대한 물리적 현상을 연구하는 학문 | 탄성 물체에 가해진 변형력이 사라졌을 때 물체가 원래의 모양으로 복구되고자 하는 성질 | 탄성 물체에 가해진 변형력이 사라졌을 때 물체가 원래의 모양으로 복구되고자 하는 성질 |
| 연속체 역학 연속 물질에 대한 물리학 연구 | 고체역학 고정된 형상을 가진 연속체인 고체에 대한 물리적 현상을 연구하는 학문 | 소성 물체에 충분히 큰 힘이 가해졌을 때 물체의 모양이 영구적으로 바뀌는 성질         | 유변학 물질 중에는 점탄성(visco-elasticity)을 가진 것도 있다. 점탄성이란 점성(viscosity)과 탄성(elasticity)이 복합된 성질을 말한다. 이러한 경우에는 고체역학과 유체역학 사이의 구분이 모호해진다. |
| 연속체 역학 연속 물질에 대한 물리학 연구 | 유체역학 유체의 물리적 성질을 다룬다. 유체의 성질 중 중요한 한 가지는 점성으로서, 이는 유체에 속도의 공간에 대한 기울기(속도벡터의 gradient)가 있을 때 그에 대해 유체 내에 생성되는 힘이다. | 비뉴턴 유체 적용된 전단 응력에 비례하는 변형률을 겪지 않는다.                       | 유변학 물질 중에는 점탄성(visco-elasticity)을 가진 것도 있다. 점탄성이란 점성(viscosity)과 탄성(elasticity)이 복합된 성질을 말한다. 이러한 경우에는 고체역학과 유체역학 사이의 구분이 모호해진다. |
| 연속체 역학 연속 물질에 대한 물리학 연구 | 유체역학 유체의 물리적 성질을 다룬다. 유체의 성질 중 중요한 한 가지는 점성으로서, 이는 유체에 속도의 공간에 대한 기울기(속도벡터의 gradient)가 있을 때 그에 대해 유체 내에 생성되는 힘이다. | 뉴턴 유체는 적용된 전단 응력에 비례하는 변형률을 겪는다.                            | |

## 세부 분야
- 응력(stress) 해석
- 변형(strain) 해석
- 빔의 뒤틀림 해석
- 빔의 구부림 해석

## 활용 분야
구조물 설계 (다리,도로,육교등)

## 같이 보기
- 재료역학
- 응용역학
- 재료과학
- 연속체 역학
- 스테판 티모셴코